# Royal Perth Golf Club
De Royal Perth Golf Club werd in 1895 als de South Perth Golf Club opgericht en is de oudste golfclub in West-Australië. De baan ligt iets ten zuiden van Perth.

## 9 holes
Toen de club in 1895 door twaalf heren werd opgericht, speelden zij op een linksbaan van 9 holes die zij lieten aanleggen op het land van een boerderij op Burswood Island. Er waren twee problemen, het eiland was alleen per boot bereikbaar en de rivier stroomde regelmatig over en zette de baan onder water.
In 1900 verhuisde de club naar het vasteland, naar de Wattle Grove Farm in Belmont. Er werd een 9 holesbaan aangelegd waar zelfs een par 7 in was, zodat de baan een par van 48 had. Gipsy Low was toen op 19-jarige leeftijd naar Perth verhuisd, en kreeg toestemming met de heren te spelen.
Er werd al gauw gezocht naar een betere locatie en op 2 augustus 1908 werd de huidige baan, die toen de South Perth Golf Club heette, door Sir Frederick Bedford, de gouverneur van West-Australië, geopend. Hij mocht om 3 uur 's middags de eerste bal afslaan. Er mochten in 1909 ook vrouwen, aangemoedigd door Gipsy Low, lid worden. Een van hen was Eileen Dawson, die later kampioen van West Australië werd en in 1975 werd onderscheiden met de benoeming tot Lid in de Orde van het Britse Rijk vanwege voor haar inbreng in het damesgolf.

## 18 holes
Er waren nog steeds maar negen holes. Er was veel zand dus er werden geen bunkers gemaakt. Het zand was bovendien zo wit dat er met rode ballen werd gespeeld. Het eerste clubhuis werd in 1914 gebouwd, nadat de baan tot 18 holes was uitgebreid, hoewel er maar ongeveer 30 hectare beschikbaar was. De baan had een par van 77, er waren zes par 5-holes en twee par 6-holes.
Na de Eerste Wereldoorlog groeide de club snel. Het clubhuis werd uitgebreid. In 1937 verleende koning George VI de club het predicaat Koninklijk.
Er is geen mogelijkheid het terrein uit te breiden, wel zijn de holes tegenwoordig anders verdeeld. Door ruimtegebrek liggen de holes vlak langs elkaar en zijn er niet veel bomen tussen de holes. De eerste negen holes liggen om de andere negen holes, waardoor de eerste negen holes meer lengte hebben en een par van 37.
Enkele holes aan de westkant van de baan kijken uit over de Swan rivier die aan de overkant van de Kwinana Freeway loopt. Aan de noordoostkant grenst de baan aan de Perth Zoo.
Scorekaart van de huidige baan vanaf de heren backtees:
| Hole   | 1   | 2   | 3   | 4   | 5   | 6   | 7   | 8   | 8   | Out  | 10  | 11  | 12  | 13  | 14  | 15  | 16  | 17  | 18  | In   | Totaal |
| ------ | --- | --- | --- | --- | --- | --- | --- | --- | --- | ---- | --- | --- | --- | --- | --- | --- | --- | --- | --- | ---- | ------ |
| Meters | 345 | 186 | 468 | 291 | 391 | 165 | 490 | 284 | 461 | 3081 | 374 | 347 | 141 | 411 | 144 | 359 | 390 | 340 | 463 | 2969 | 6050   |
| Yards  | 377 | 203 | 512 | 318 | 428 | 180 | 536 | 311 | 504 | 3369 | 409 | 379 | 154 | 449 | 157 | 393 | 427 | 372 | 506 | 3246 | 6615   |
| Par    | 4   | 3   | 5   | 4   | 4   | 3   | 5   | 4   | 5   | 37   | 4   | 4   | 3   | 4   | 3   | 4   | 4   | 4   | 5   | 35   | 72     |

## 1908-2008
Het 100-jarig bestaan van de club werd uitgebreid gevierd. De huidige gouverneur werd ontvangen door leden van de club die kleren droegen uit de tijd van de opening. Hij werd begeleid naar het clubhuis, waar hij een plaquette onthulde die herinnerde aan de opening van de club in 1908.

## Toernooien
- 2010: Australian Senior Open

## Trivia
De Royal Perth Golfing Society and County & City Club bevindt zich in Perth, Schotland, en werd in 1824 opgericht.